# 池田町佐野
池田町佐野（いけだちょうさの）は、徳島県三好市の地名。2010年2月現在の人口は262人、世帯数は168世帯（三好市のHPより）。郵便番号は〒778-5253。 

## 地理
池田町の西端、馬路川上流域に開けた平地部と同川左岸の雲辺寺山南麓、同川右岸の峰畑山東麓に位置する。西は愛媛県四国中央市、北は香川県観音寺市（旧三豊郡大野原町）、東は馬路・白地、南は山城町に接する。

### 河川
- 馬路川

## 歴史
1889年（明治22年）の町村制施行時から現在に至るまでの大字名で、はじめ佐馬地村、1959年（昭和34年）から池田町の大字で、平成18年に池田町が三好市となり、三好市池田町佐野となる。
1892年（明治25年）に佐野簡易小学校が尋常小学校となり、1911年（明治44年）高等科併置（現三好市立佐野小学校）。1922年（大正11年）に尋常高等小学校で学芸奨励会を開催、聴衆700人が集まる。1925年（大正14年）に電灯がともる。1947年（昭和22年）に佐馬地中学校佐野分校を開設。1963年（昭和38年）に観音寺佐野線に曼陀トンネル、1972年（昭和47年）に国道192号に境目トンネルが開通。旧伊予街道沿いの過疎化が進む。

## 施設
- 三好市立佐野小学校(廃校)
- 三好警察署池田町佐野駐在所
- 青色寺（阿波西国三十三観音霊場二十番札所）
- 池田パーキングエリア
- 境目峠
- 曼陀峠

## 交通

### 道路
一般国道
- 国道192号

都道府県道
- 香川県道・徳島県道8号観音寺佐野線